# Gordisa
Gordisa es un pueblo ubicado en el distrito de Siklós, en el condado de Baranya, Hungría.

## Superficie
Posee una superficie de 10,88 kilómetros cuadrados.

## Demografía
Hasta 2019 la población era de 253 habitantes, con una densidad de población de 23,25 habitantes por kilómetro cuadrado.